# Teresa Roaldés
Teresa Roaldés (12 de agosto de 1816, Toulouse, (Francia) – c. 1900, Toulouse) fue una arpista francesa.

## Biografía
Teresa Roaldés nació en Toulouse en 1816. Estudió solfeo, armonía y piano en Toulouse, y arpa en París de 1830 a 1843. Fue alumna de Marie-Martin Marcel Marin (más conocido como Vizconde de Marin), Theodore Labarre y Elias Parish Alvars, prestigioso arpista inglés.
En el periodo 1845 – 1848 tocó en varias ciudades francesas, entre ellas Marsella, Burdeos y París.
En 1850 el Teatro Real de Madrid contrató a Teresa Roaldés como primera arpista, así como el Teatro Rossini.
A partir de 1857 desempeña la docencia de arpa en el Real Conservatorio de Música y Declamación de Madrid. También enseñó el manejo del arpa a la infanta María Isabel en 1866 y a otras hijas de la reina Isabel II en el Palacio Real de 1866 a 1882.
Los recortes presupuestarios que se produjeron tras el destronamiento de la reina Isabel tras la revolución de 1868 afectaron a algunos de los profesores de la Escuela de Música y Declamación y tuvieron como consecuencia que se dejaron de dar clases de arpa durante siete años. En 1876 se la reintegró a su puesto y publicó un resumen de ejercicios del método de arpa de Boscha traducidos al español.
Teresa Roaldés se retiró el 17 de octubre de 1882, tras veinticinco años de dedicación a la enseñanza en la Escuela Nacional de Música, a la edad de 76 años. La plaza vacante fue ocupada, mediante una oposición, por Dolores Bernis de Bermúdez.

## Valoración
Teresa Roaldés se ganó el apoyo y el respeto de los madrileños. Daba conciertos con frecuencia y guio a muchos y buenos arpistas, entre ellos a Isabel Espeso. Fue también profesora de la arpista Vicenta Tormo de Calvo, que lo fue a su vez de Nicanor Zabaleta.

El arpa en manos de Mlle. Roaldés es un instrumento nuevo, que despide hora vigorosos y robustos sonidos, hora dulces y poéticos acentos: nosotros ignorábamos el partido que puede sacarse de él, hasta que lo hemos oído pulsado por tan hábiles manos.
Ramón de Navarrete en La Ilustración, 14 de abril de 1849

## Obras

### Musicales
- Dos piezas para arpa.
- Doce romanzas francesas, para arpa (desaparecidas).

### Didácticas
- Ejercicios para arpa, c. 1876.